# Framont (België)
Framont is een dorp in de Belgische provincie Luxemburg en een deelgemeente van Paliseul. Tot 1 januari 1977 was het een zelfstandige gemeente.

## Geschiedenis
Op het eind van het ancien régime werd Framont een gemeente, waartoe ook Anloy behoorde. In 1823 werd de naam van de gemeente gewijzigd in Anloy. Omdat het dorp zes kilometer verwijderd was van de hoofdplaats Anloy, werd in 1862 Framont weer afgesplitst als zelfstandige gemeente.
In 1977 werd Framont een deelgemeente van Paliseul.

## Demografische ontwikkeling
- Bronnen:NIS, Opm:1831 tot en met 1970=volkstellingen, 1976= inwoneraantal op 31 december

## Bezienswaardigheden
- De Sint Jozefskerk uit 1857

Deelgemeenten: Carlsbourg · Fays-les-Veneurs · Framont · Maissin · Nollevaux · Offagne · Opont · Paliseul

Overige kernen: Almache · Beth · Bour · Frêne · Launoy · Merny · Our · Plainevaux · Saint-Eloi

Belgische gemeenten · Arrondissement Neufchâteau · Luxemburg · Wallonië